# Kavallári (Ioánnina)
Kavallári, en grec moderne : Καβαλλάρι, est un village du dème de Zagóri, district régional d'Ioánnina, en Épire, Grèce.
Selon le recensement de 2011, la population du village compte 78 habitants.